# Against The Current
Against The Current (parfois abrégé ATC) est un groupe américain de pop rock formé en 2011. Il est composé de la chanteuse Chrissy Costanza, du guitariste Dan Gow et du batteur Will Ferri. Le groupe est basé à Poughkeepsie dans l'État de New York. Il s'est fait connaître en postant des reprises sur Youtube, avant de composer ses propres titres. 
Leur premier EP, Infinity, est sorti en mai 2014. Il a été suivi d'un deuxième, Gravity, en février 2015. Peu après, ils signent avec la maison de disque Fueled by Ramen avec qui ils sortiront leur premier album, In Our Bones, le 20 mai 2016. Leur second album, Past Lives, est sorti le 28 septembre 2018. Le dernier EP, fever, est sorti le 23 juillet 2021.

## Biographie

### Origines et débuts
Against The Current a été formé au début de l'année 2011 par Dan Gow, Will Ferri et Jeremy Rompala. La chanteuse actuelle, Chrissy Costanza les a rejoints plus tard, à l'été 2011, après avoir été présentée au groupe par un ami commun quand le groupe recherchait un chanteur / chanteuse.
Le groupe a fait ses débuts sur YouTube en postant un titre original et plusieurs reprises d'artistes très connus. Au bout d'un an, en juillet 2012, ils font une reprise avec Alex Goot (en) du titre Good Time de Owl City et Carly Rae Jepsen. Cette collaboration les a aidé à se faire connaître sur YouTube, et a rapidement mené à d'autres collaborations, avec Alex Goot encore mais aussi d'autres artistes connus sur YouTube comme Kurt Hugo Schneider ou Sam Tsui.

### Premiers titres et EP
En juillet 2012, le groupe publie son premier titre original, Thinking, suivi un an plus tard, en juillet 2013 par un deuxième, Guessing. L'année suivante, le 27 mai 2014 sort leur premier EP, Infinity, de façon indépendante. Le groupe participe alors à plusieurs tournées d'autres artistes puis fait sa propre tournée en décembre 2014.
Leur deuxième EP, Gravity, sort le 17 février 2015. Il comprend cinq titres dont la chanson Dreaming Alone en featuring avec le chanteur japonais Taka du groupe ONE OK ROCK.

### Signature avec une maison de disque
Againt The Current annonce le 4 mars 2015 qu'il a signé avec la maison de disque Fueled By Ramen. Le groupe a signé avec ce label, notamment connu pour  avoir donné à Twenty One Pilots ou Paramore une renommée mondiale, pour se faire connaître et renforcer leur image pop rock. Fueled By Ramen leur a également permis une ouverture sur l'écriture de chansons, que le groupe avait l'habitude de faire seul auparavant.
Le 22 mai, le groupe annonce leur première tournée en tête d'affiche pour promouvoir Gravity, qu'il appelle le Gravity World Tour. Cette tournée dure trois mois (août 2015 - novembre 2015) et passe par plusieurs pays en Asie, en Amérique du Nord et en Europe.
Le 6 février 2016, Against the Current dévoile le nom de leur premier album, In Our Bones ainsi que sa date de sortie, le 20 mai 2016. Cet album est qualifié de "perfection pop-rock" par le magazine américain Alternative Press et apparaît dans le classement BillBoard 200 pendant une semaine, celle du 11 juin 2016, à la 181e place. 
Le 17 septembre 2017, Against The Current travaille avec Riot Games pour créer le single Legends Never Die pour le  Championnat du monde de League of Legends 2017 et publié sur la chaîne YouTube de Riot Games,. Le 4 novembre 2017, Against The Current joue le titre en live aux cérémonies d'ouverture et de clôture du championnat.
Le 11 mai 2018, le groupe sort deux singles, Strangers Again et Almost Forgot, deux titres extraits de son album à venir. Le 17 août 2018 il sort un troisième single issu de l'album, Personal. Ce jour-là, il dévoile également le nom de l'album, Past Lives, ainsi que sa date de sortie, le 28 septembre 2018. L'album, de par ses morceaux et son titre, fait référence aux moments et expériences qui ont construit les membres du groupe indépendamment de leur notoriété croissante ces quatre dernières années.
Le 28 octobre 2020, Against the Current sort un nouveau single, That Won't Save Us. Le 10 mars 2021, le groupe sort un second single, Weapon. Tous deux sont accompagnés d'un clip. Chrissy ajoute le jour de la sortie du second single que c'est l'une des chansons les plus intimes et personnelles que le groupe ait produites. Ces deux titres marquent un tournant moins pop et plus proche des origines du groupe. Le 23 juin 2021, le groupe sort un troisième single, Again & Again, et annonce le même jour la sortie d'un nouvel EP, Fever, le 23 juillet, sous le label Fueled By Ramen. L'EP contient sept titres, dont les trois sortis indépendamment en 2021.
Le 10 janvier 2022, ils collaborent à nouveau avec League of Legends pour le championnat européen avec le titre Wildfire. En juin, ils collaborent avec le groupe The Summer Set sur le morceau Teenagers. En aout, ils annoncent redevenir indépendants et ne plus faire partie du label Fueled by Ramen. En décembre, sort le titre blindfolded. Il est suivi de good guy le 21 avril 2023 et silent stranger le 22 septembre,. 
Le 11 juillet 2025, le groupe sort un nouvel EP disponible en format digital, Bonus Tracks, sous le label Fueled By Ramen. Celui-ci comprend 4 titres déjà présents en tant que chansons bonus sur les versions japonaises des albums In Our Bones et Past Lives. 

## Membres
Membres actuels

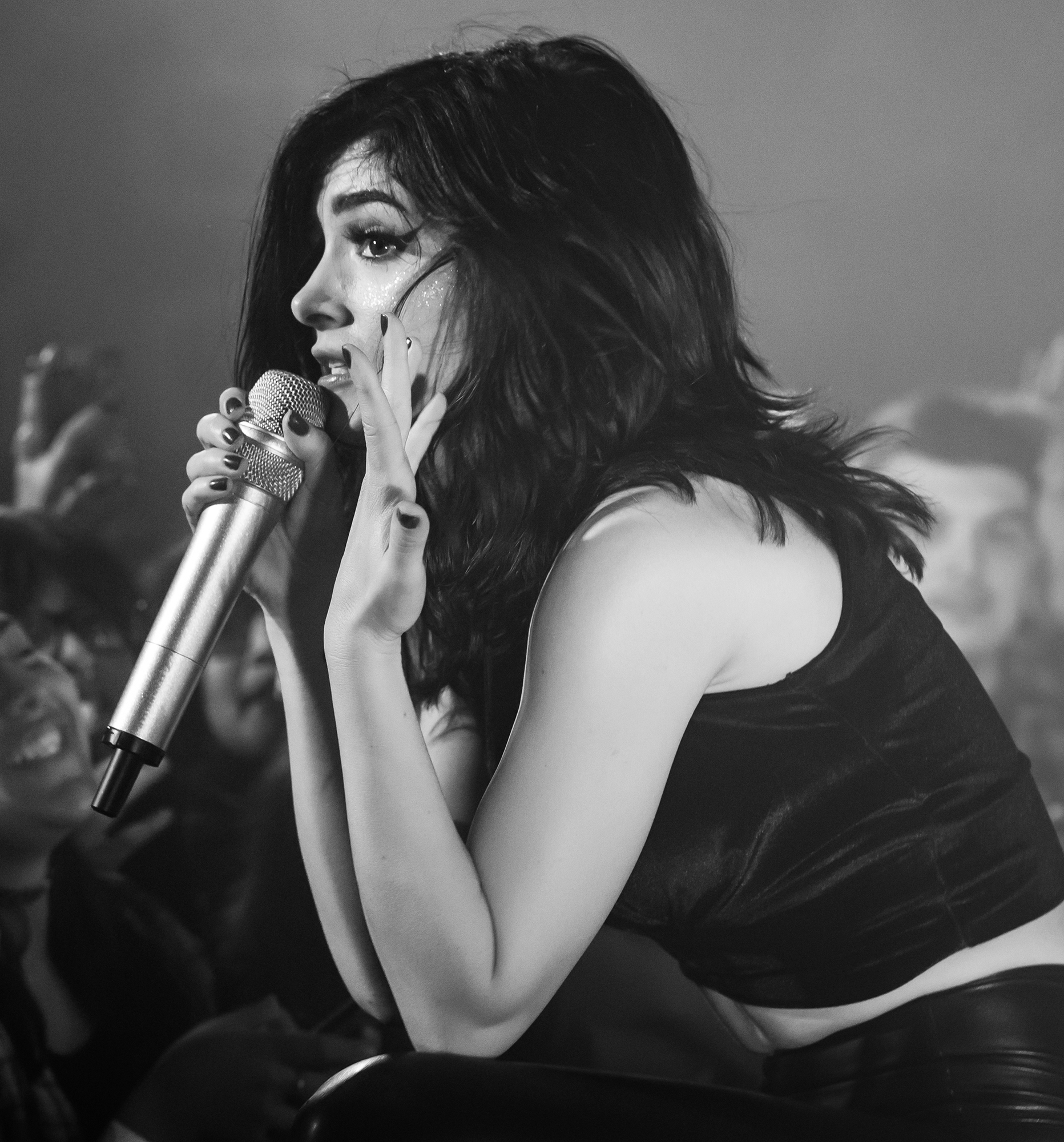
La chanteuse Chrissy Costanza en concert.

- Chrissy Costanza – chanteuse et piano (depuis 2011)
- Daniel Gow – guitariste, choriste (depuis 2011)
- William Ferri – batteur, choriste (depuis 2011)

Anciens membres
- Jeremy Rompala – guitariste rythmique, piano (2011 - 2014)

Membres en support
- Joe Simmons – bassiste, choriste (2011 - 2016 ; membre officiel entre 2011 et 2014)
- Roo Buxton – guitariste rythmique, claviers, choriste (depuis 2015)
- Jordan Eckes (We Are the in Crowd) - bassiste (depuis 2016)

## Discographie
Albums
- In Our Bones, 2016[22]
- Past Lives, 2018[23]

EPs
- Infinity, 2014[24]
- Infinity (The Acoustic Sessions), 2014
- Gravity, 2015[4]
- Gravity (The Acoustic Sessions, Vol. II), 2015
- Fever, 2021[25]
- Bonus Tracks, 2025

Singles (non présents dans des albums)
- Thinking, 2012
- Guessing, 2013
- Outsiders, 2015
- Legends Never Die, 2017
- Wildfire, 2022[18]
- Blindfolded, 2022[19]
- Good guy, 2023[20]
- Silent stranger, 2023

## Tournées (en tête d'affiche)
2014
- Against The Current Tour (01/12 - 08/12, Royaume-Uni)[3].

2015
- Gravity World Tour, avec Vinyl Theatre, Jule Vera, Sykes, Nekokat (26/08 - 21/11, Asie, Europe et Amérique du Nord)[26],[27],[3].

2016
- Running with the Wild Things Tour, avec le groupe ROAM (20/02 - 21/03, Europe)[28],[3] ;
- In Our Bones World Tour, avec As It Is (Royaume-Uni), Beach Weather (Amérique du Nord & Europe), Cruisr (Amérique du Nord), Hunger, SAINTE (Europe Partie 2) (06/09/2016 - 18/10/2017, Asie, Europe, Amérique du Nord, Océanie et Amérique Latine)[29],[3].

2018
- Past Lives World Tour (18/08/2018 - 19/04/2019, trois parties : Amérique latine/Europe, Asie, Amérique du Nord).

2019
- Against The Current Europe Tour (24/11 - 13/12)[30].

2023
- Nightmares & Daydreams (22/04 - 06/12, USA avec Trophy Eyes et Yours Truly, Amérique du Sud, Australie avec Days Like These, Asie et Europe avec LØLØ et Call Me Amour)[21]